# Santa Cruz Island
Santa Cruz Island ist eine Insel vor der Küste Kaliforniens, die zur Inselgruppe der kalifornischen Kanalinseln gehört.

## Charakteristika
Sie ist mit 245,42 Quadratkilometer die größte Insel der Kanalinseln und auch die größte im Privatbesitz befindliche Insel der USA. Santa Cruz Island liegt im Santa Barbara County und ist Bestandteil des Channel-Islands-Nationalparks. Die Insel erreicht im Devils Peak eine Höhe von 747 Metern über dem Meer und hatte laut Census 2000 zwei permanente Bewohner.

## Geschichte
Archäologische Ausgrabungen deuten darauf hin, dass die Insel seit mindestens 9000 Jahren besiedelt war. Chumash-Indianer errichteten auf der Insel eine hochkomplexe Gesellschaft. Obwohl die Insel schon vorher von Europäern entdeckt wurde, gab es bis in das Jahr 1769, als eine Expedition unter Don Gaspar de la Portola Santa Cruz Island erreichte, keinen Kontakt mit Europäern.

## Literarische Bearbeitung
Die Insel Santa Cruz ist einer der Hauptschauplätze in dem Roman When the Killing’s Done des US-amerikanischen Autors T. C. Boyle von 2011.

## Einzelnachweise

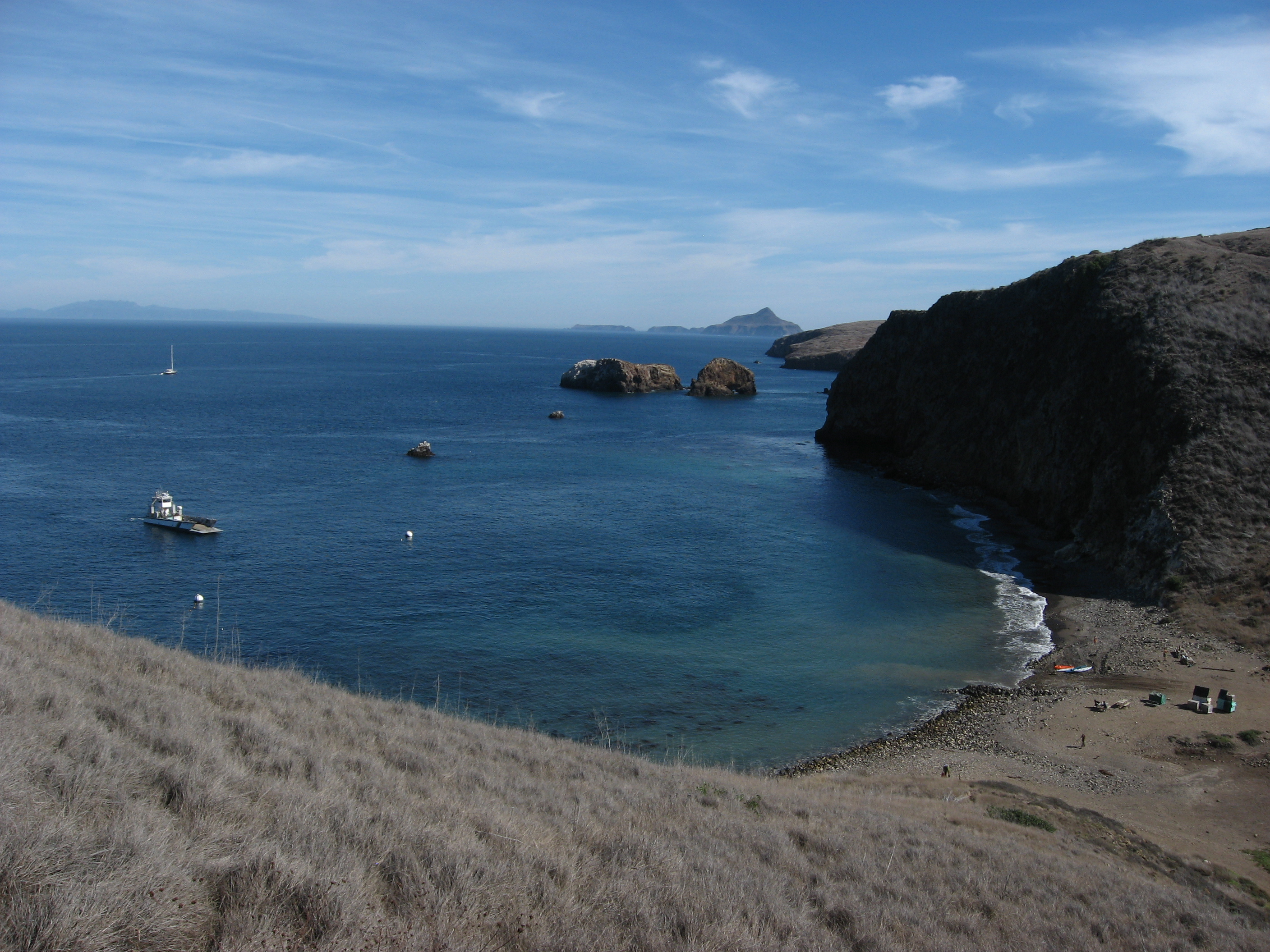
Strand in Scorpion Harbor